# 皮茨福德 (紐約州村)
皮茨福德（英語：Pittsford）是位於美國紐約州門羅縣的村。

## 人口
根據2020年美國人口普查的數據，皮茨福德的面積為1.88平方千米，當中陸地面積為1.82平方千米，而水域面積為0.05平方千米。當地共有人口1419人，而人口密度為每平方千米755人。